# František Hájek

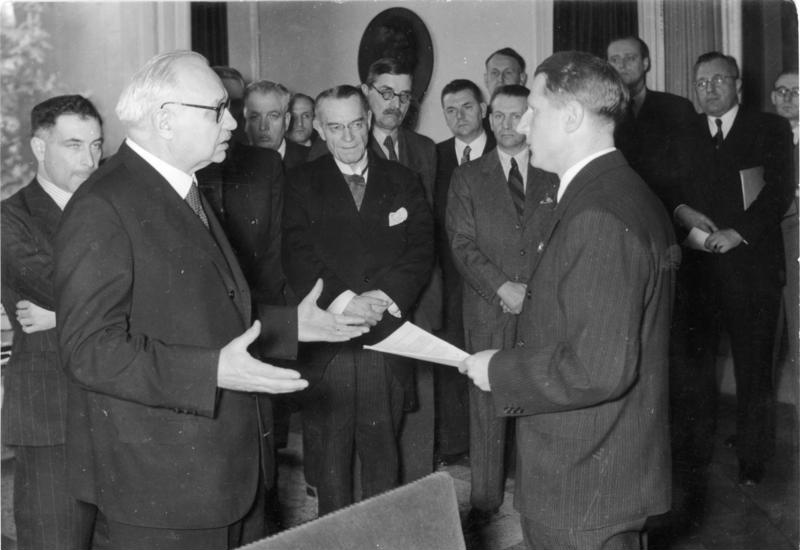
Prof. Hájek na spotkaniu członków Międzynarodowej Komisji z ministrem zdrowia Rzeszy w Berlinie, 1943 r. (Prof. Hájek stoi 7. od lewej)

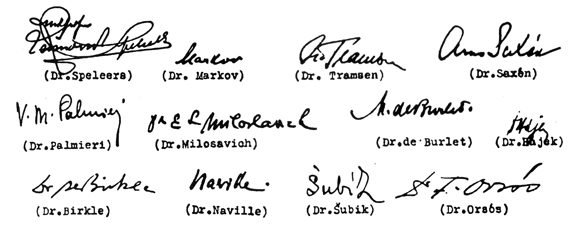
Podpis prof. Hájka pod protokołem końcowym Międzynarodowej Komisji Katyńskiej, 1943 r.

František Hájek (ur. 30 listopada 1886 w Čertyně, zm. 15 marca 1962 w Pradze) – czeski profesor medycyny sądowej, jeden z dwunastu lekarzy, którzy w kwietniu 1943 r. udali się w składzie Międzynarodowej Komisji do Katynia, aby osobiście dokonać sekcji zwłok zamordowanych polskich oficerów i ustalić czas popełnienia zbrodni.

## Życiorys
František Hájek urodził się w 1886 r. w Čertyně. Od 1937 r. był profesorem medycyny sądowej na Uniwersytecie w Pradze. W zw. ze swoim udziałem w pracach Komisji Międzynarodowej w Katyniu w 1943 r., został aresztowany przez komunistów w 1945 r. i poddany przesłuchaniom. W wyniku aresztowania i oskarżenia prof. Hájka o kolaborację z hitlerowcami, zmuszono go do odwołania swojego podpisu pod protokołem katyńskim. W latach powojennych współpracował z reżimem komunistycznym biorąc udział w sekcji zwłok przeciwników reżimu, którzy zmarli w podejrzanych okolicznościach (m.in. Jana Masaryka).
Zmarł 15 marca 1962 r. w Pradze.